# 布济卡诺沃市镇
布济卡诺沃市镇（俄语：Бузыкановское муниципальное образование）是俄罗斯联邦伊尔库茨克州泰舍特区所属的一个市镇。其下辖有3个居民点，行政中心为布济卡诺沃。据2016年统计，该市镇的人口为430人。